# Mikindani
Mikindani è una cittadina della Tanzania situata sulla costa dell'Oceano Indiano, fra Mtwara e Lindi. L'origine del nome della cittadina è incerto; potrebbe derivare da un antroponimo makonde o dallo swahili mikinda, che significa "giovani palme".

## Geografia fisica
Mikindani si trova sulle colline della costa meridionale della piccola baia omonima, a circa 10 km da Mtwara, sulla strada per Lindi. I taxi collettivi dala dala forniscono un servizio continuativo di collegamento fra Mtwara e Mikindani.

## Storia
L'area di Mikindani era in origine abitata dal popolo makonde, a cui si unirono intorno al IX secolo mercanti arabi. La presenza araba nell'area si intensificò nel XVII secolo, durante il regno del sultano Seyyid Said, di cui rimangono numerose tracce, incluse tombe e moschee.
Nel XIX secolo, durante la dominazione coloniale tedesca, il villaggio venne espanso con la costruzione di un forte (oggi noto come Old Boma e adibito a hotel), una prigione e un molo. La prigione fu in gran parte distruttra durante la prima guerra mondiale; le rovine ristrutturate furono in seguito adibite a dogana. Quando l'area passò sotto il controllo degli inglesi, Mikindani fu per qualche tempo sede di un quartier generale britannico, in seguito spostato a Mtwara.
Nella cittadina si trova tra l'altro la Livingstone House, la casa dove David Livingstone si insediò durante la preparazione della sua ultima spedizione esplorativa nell'entroterra.
La cittadina ha avuto un rapido sviluppo negli ultimi decenni, a partire dalla ristrutturazione del Boma come hotel di lusso. Oggi il centro è ricco di locali, e sede di uno yacht club. Nonostante questo sviluppo, la popolazione della periferia e dei dintorni vive ancora oggi principalmente di agricoltura di sussistenza.

## Popolazione
Mikindani è una città di cultura swahili. La popolazione è prevalentemente musulmana, con una piccola percentuale di cristiani.